# Freie Hessische Zeitung
Die Freie Hessische Zeitung war eine kritische politische Zeitung der Deutschen Revolution 1848/1849. Sie erschien erstmals am 13. März 1848 und trug das Motto „Alles durch das Volk. Jeder Arbeit ihr Lohn.“ Sie kam dreimal wöchentlich heraus und wurde vermutlich nach der 20. Ausgabe eingestellt.
Die Zeitung erschien in Gießen. Neben dem Schriftsteller und Philosophen Moriz Carrière und dem Naturwissenschaftler und Politiker Carl Vogt als verantwortliche Redakteure und Herausgeber, schrieb auch der Naturforscher Ernst Dieffenbach für das Blatt.